# Stanhopea tigrina
Stanhopea tigrina är en orkidéart som beskrevs av James Bateman och John Lindley. Stanhopea tigrina ingår i släktet Stanhopea och familjen orkidéer.

## Underarter
Arten delas in i följande underarter:
- S. t. nigroviolacea
- S. t. tigrina

## Bildgalleri

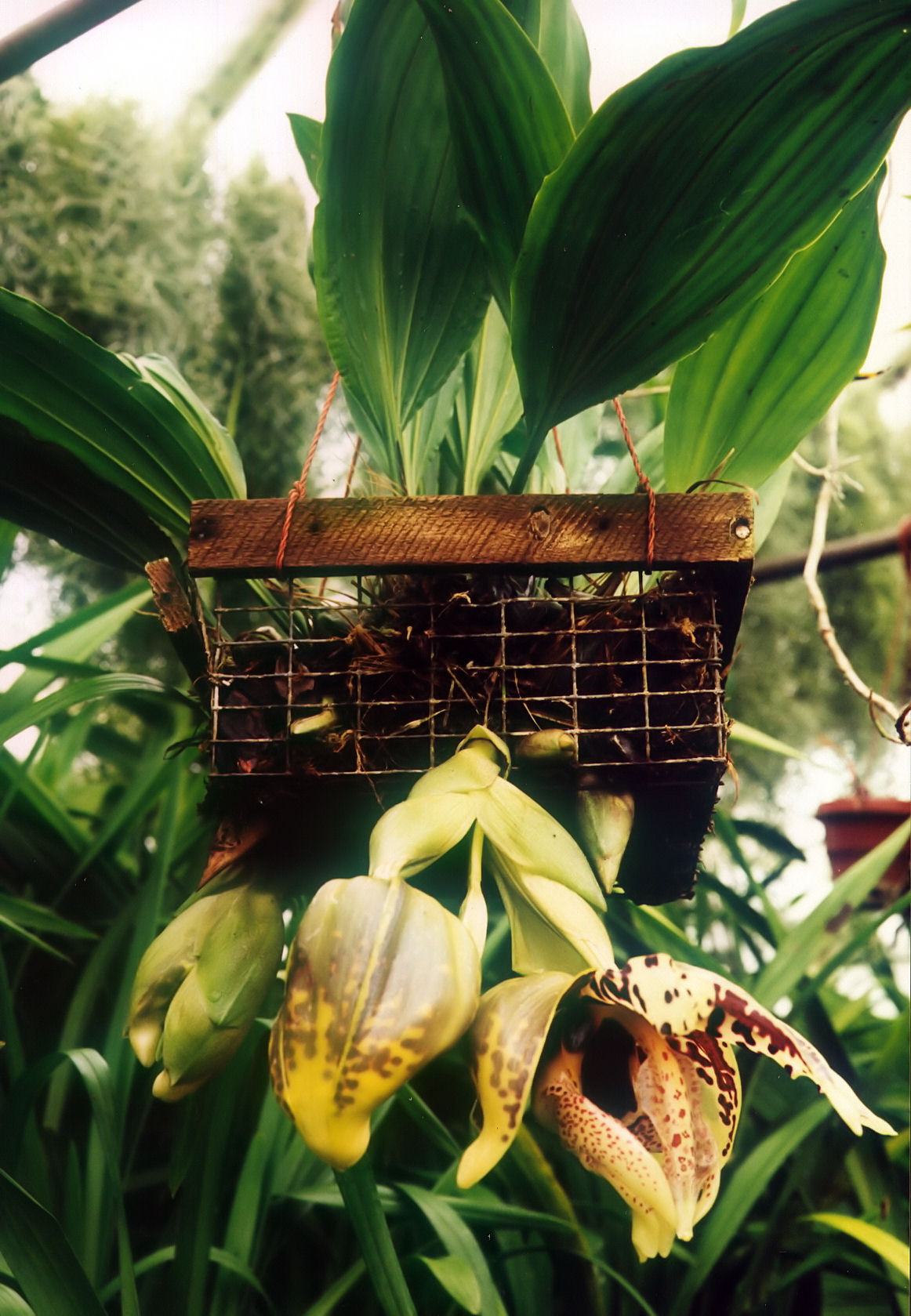
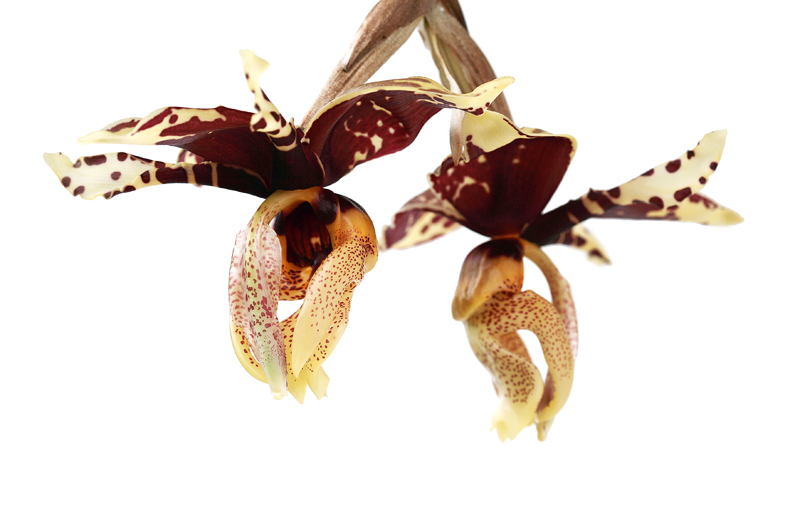
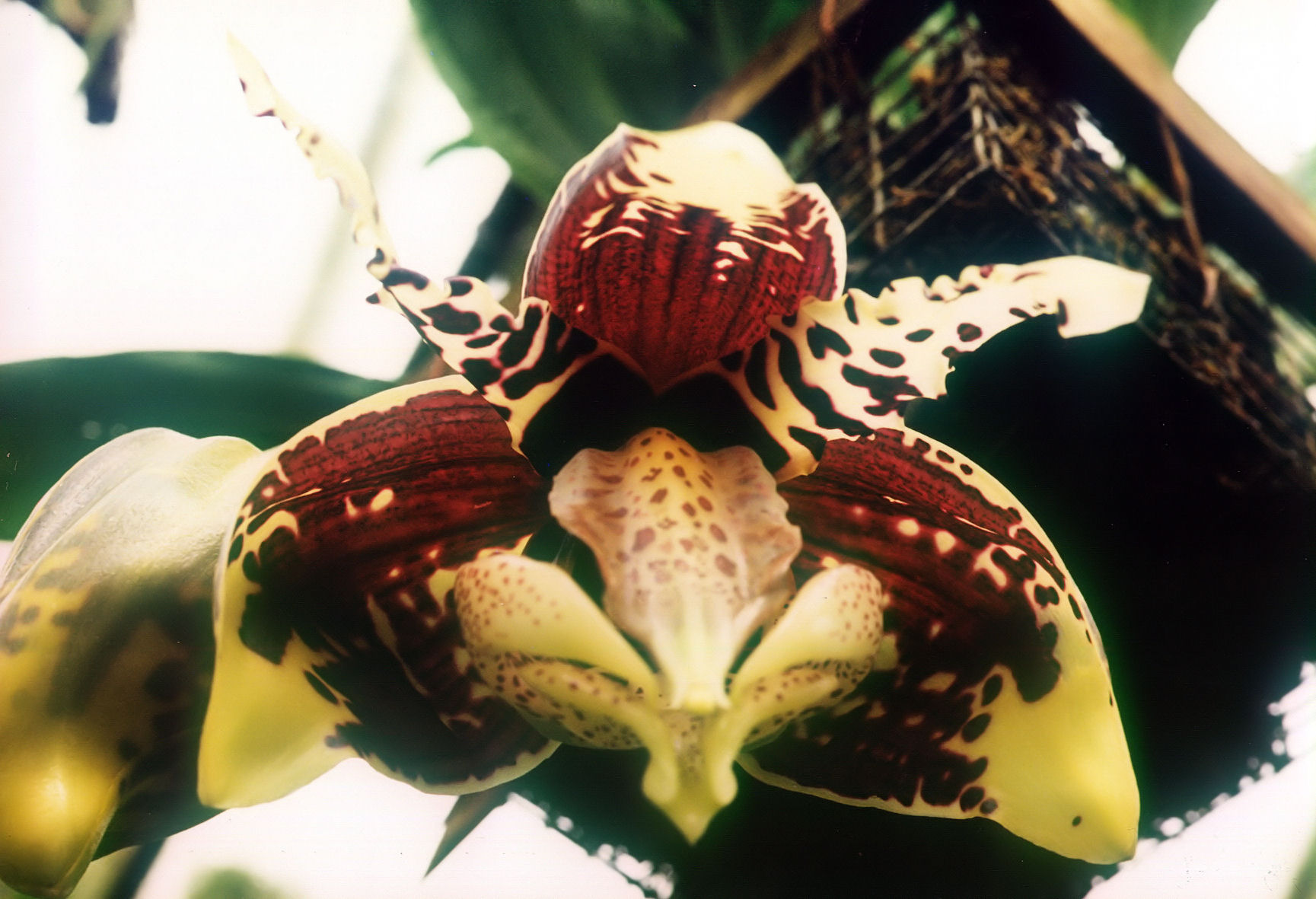
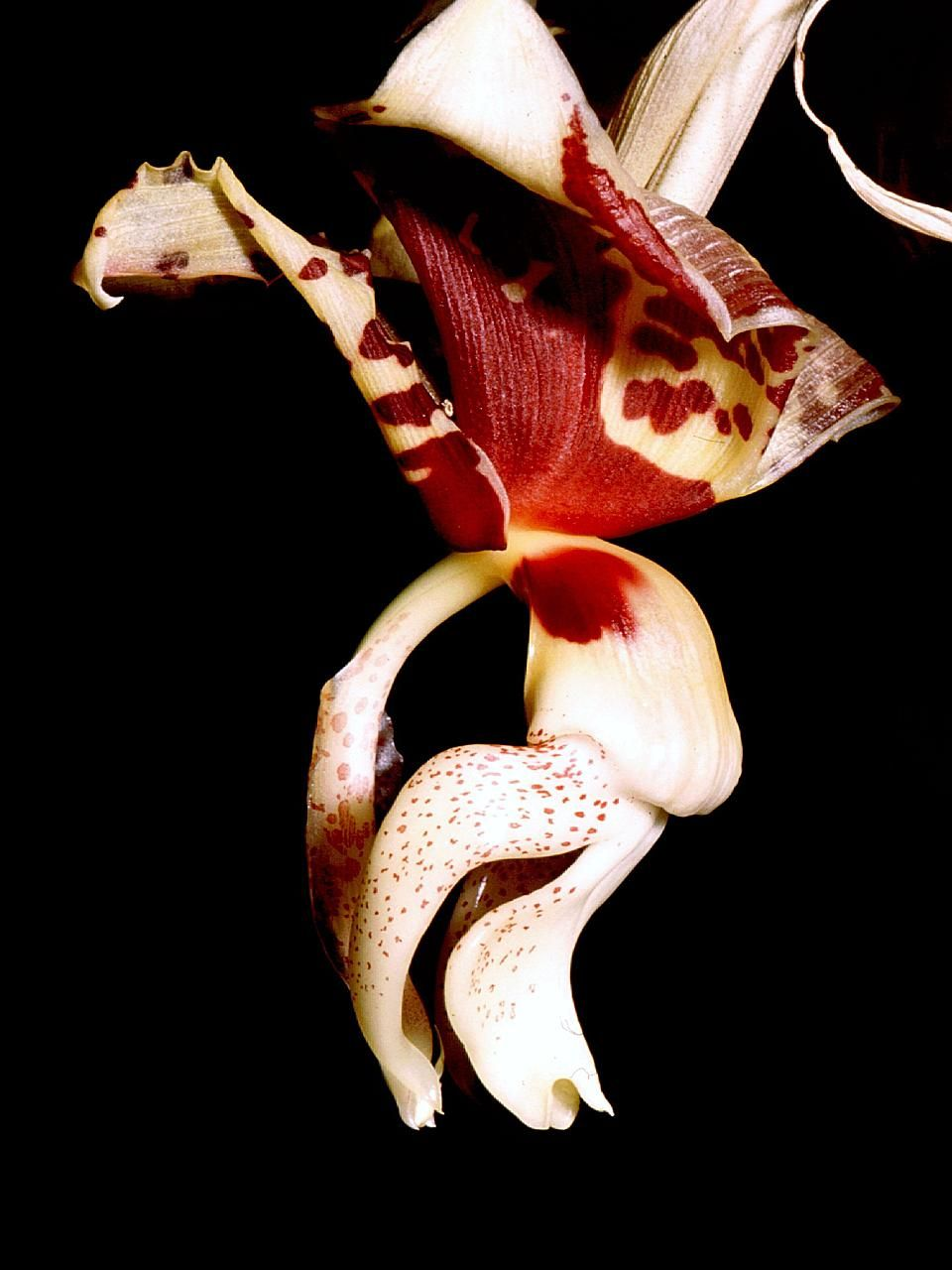
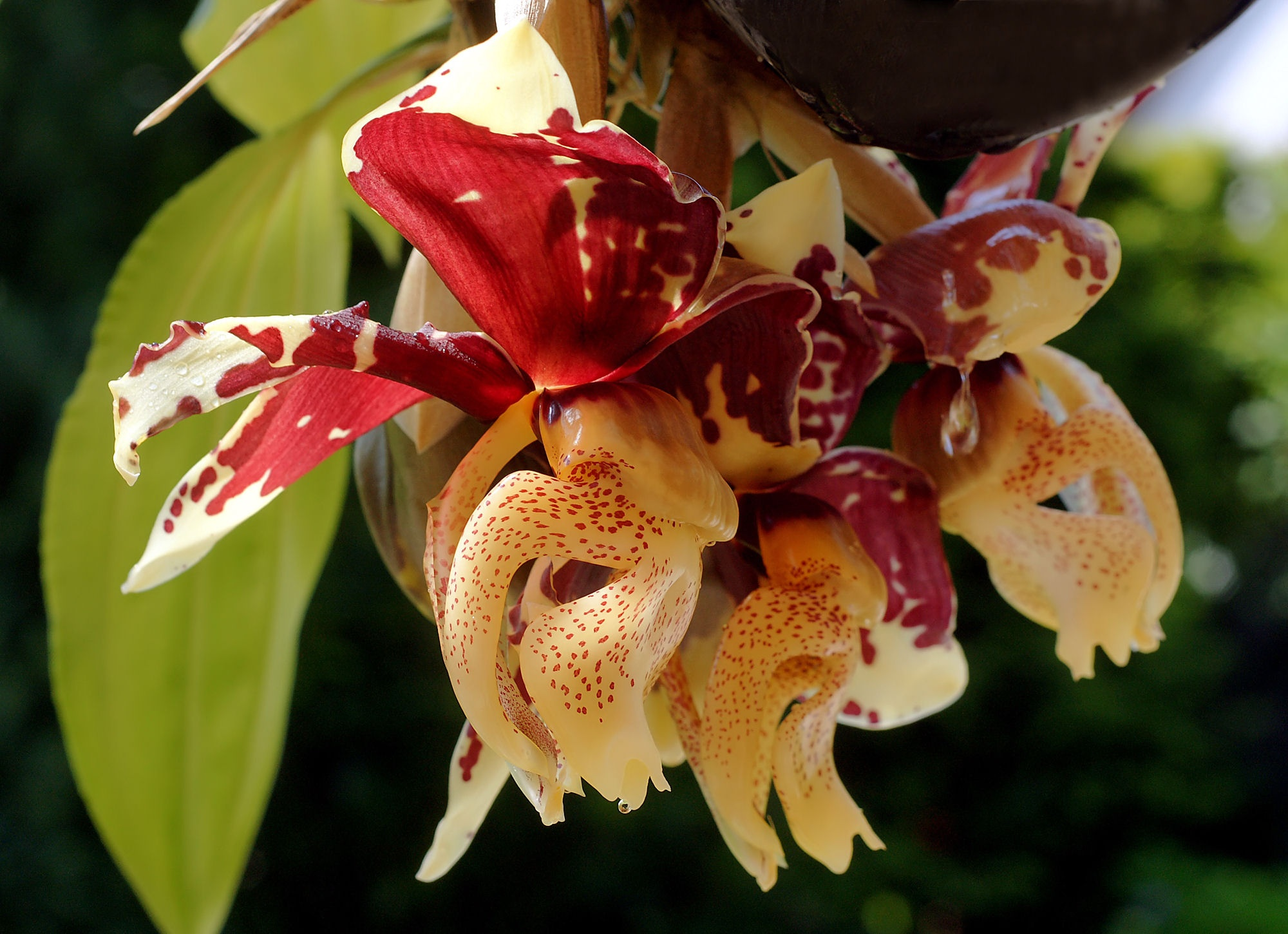
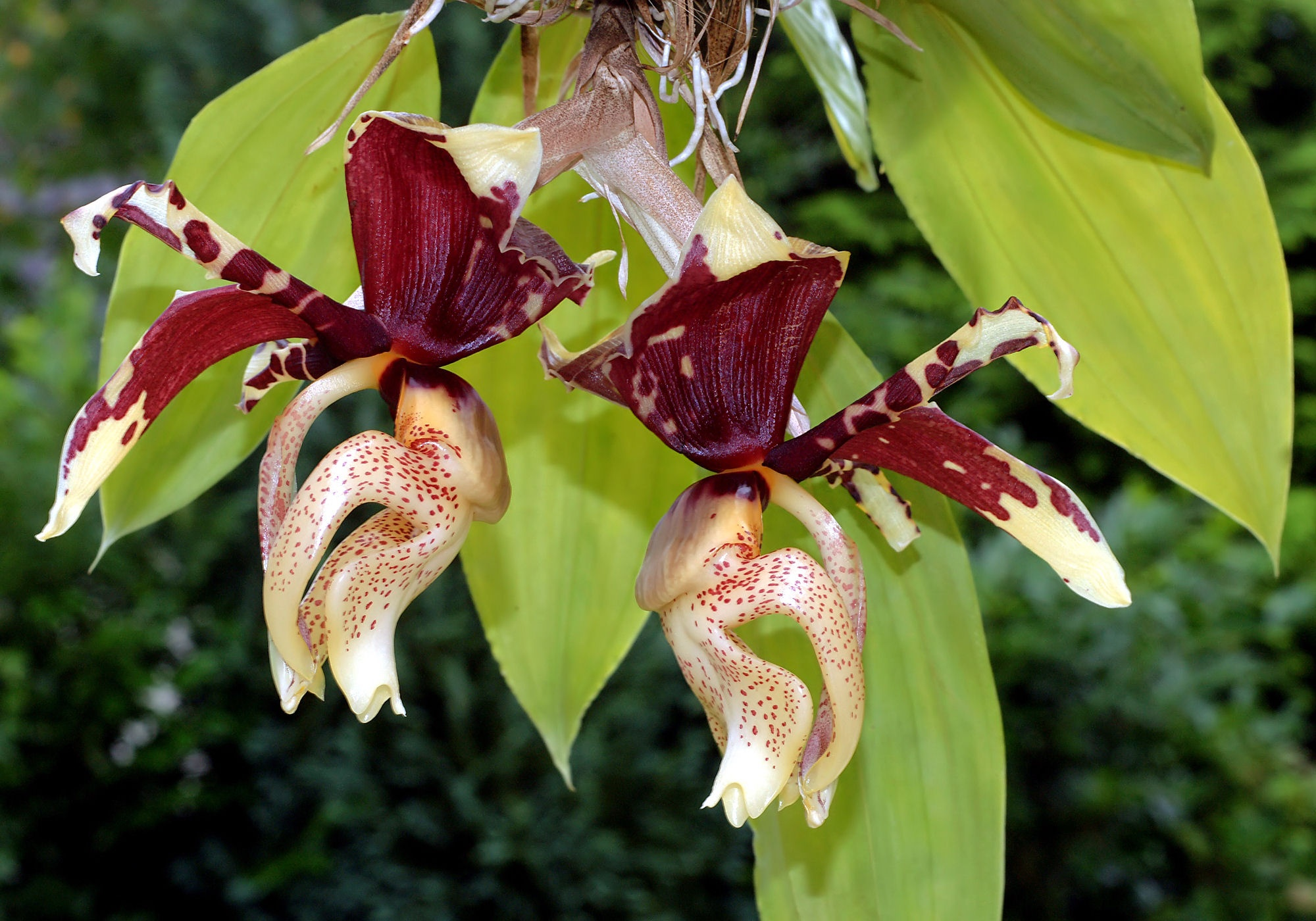